# Romejki (Ełk)
Romejki (deutsch Rumeyken) ist ein Ort in der polnischen Woiwodschaft Ermland-Masuren und gehört zur Gmina Ełk (Landgemeinde Lyck) im Powiat Ełcki (Kreis Lyck).

## Geographische Lage
Romejki liegt südlich des Krauser Sees (polnisch Jezioro Krzywionka) im Osten der Woiwodschaft Ermland-Masuren, elf Kilometer nördlich der Kreisstadt Ełk (Lyck).

## Geschichte
Das kleine Dorf – nach 1785 Rumeicken, bis 1945 Rumeyken genannt – wurde im Jahre 1472 gegründet und bestand vor 1945 aus ein paar kleinen Höfen und Gehöften. Zwischen 1874 und 1945 war es in den Amtsbezirk Soffen (polnisch Krokocie) eingegliedert, der zum Kreis Lyck im Regierungsbezirk Gumbinnen (ab 1905: Regierungsbezirk Allenstein) in der preußischen Provinz Ostpreußen gehörte.
68 Einwohner verzeichnete Rumeyken im Jahre 1910. Ihre Zahl stieg bis 1933 auf 68 und belief sich 1939 noch auf 56. Aufgrund der Bestimmungen des Versailler Vertrags stimmte die Bevölkerung im Abstimmungsgebiet Allenstein, zu dem Rumeyken gehörte, am 11. Juli 1920 über die weitere staatliche Zugehörigkeit zu Ostpreußen (und damit zu Deutschland) oder den Anschluss an Polen ab. In Rumeyken stimmten 60 Einwohner für den Verbleib bei Ostpreußen, auf Polen entfielen keine Stimmen.
In Kriegsfolge kam Rumeyken 1945 mit dem südlichen Ostpreußen zu Polen und erhielt die polnische Namensform „Romejki“. Es ist heute eine Ortschaft im Verbund der Gmina Ełk (Landgemeinde Lyck) im Powiat Ełcki (Kreis Lyck), vor 1998 der Woiwodschaft Suwałki, seither der Woiwodschaft Ermland-Masuren zugehörig.

## Kirche
Bis 1945 war Rumeyken in die evangelische Kirche Stradaunen (polnisch Straduny) in der Kirchenprovinz Ostpreußen der Kirche der Altpreußischen Union sowie in die katholische Kirche St. Adalbert in Lyck im Bistum Ermland eingepfarrt.
Heute gehört Romejki katholischerseits zur Pfarrei Straduny im Bistum Ełk der Römisch-katholischen Kirche in Polen. Die evangelischen Einwohner halten sich zur Kirchengemeinde in Ełk, einer Filialgemeinde der Pfarrei in Pisz (deutsch Johannisburg) in der Diözese Masuren der Evangelisch-AugsburgischenKirche in Polen.

## Verkehr
Romejki liegt an einer Nebenstraße, die von der polnischen Landesstraße 65 (einstige deutsche Reichsstraße 132) über Płociczno (Plotzitzen, 1938–1945 Bunhausen) bis direkt in den Ort führt. Eine Bahnanbindung existiert nicht.